# Goldener Ball (Ungarn)
Der Goldene Ball ist eine seit 1998 vergebene Auszeichnung für ungarische Fußballspieler. Die Auszeichnung wird von der Website nb1.hu auf der Grundlage der Stimmen der Fußballjournalisten vergeben. Eine Stimme haben auch die Zuschauer. Die Rangliste wird am 6. Dezember des Jahres veröffentlicht. Die andere Auszeichnung für den besten ungarischen Fußballspieler ist die des Fußballer des Jahres.

## Liste der Preisträger
| Jahr | Spieler            | Verein               |
| ---- | ------------------ | -------------------- |
| 1998 | Gábor Király       | Hertha BSC           |
| 1999 | Gábor Király       | Hertha BSC           |
| 2000 | Gábor Király       | Hertha BSC           |
| 2001 | Gábor Király       | Hertha BSC           |
| 2002 | Krisztián Lisztes  | Werder Bremen        |
| 2003 | Imre Szabics       | VfB Stuttgart        |
| 2004 | Zoltán Gera        | West Bromwich Albion |
| 2005 | Zoltán Gera        | West Bromwich Albion |
| 2006 | Pál Dárdai         | Hertha BSC           |
| 2007 | Tamás Hajnal       | Karlsruher SC        |
| 2008 | Tamás Hajnal       | Borussia Dortmund    |
| 2009 | Roland Juhász      | RSC Anderlecht       |
| 2010 | Balázs Dzsudzsák   | PSV Eindhoven        |
| 2011 | Roland Juhász      | RSC Anderlecht       |
| 2012 | Ádám Szalai        | 1. FSV Mainz 05      |
| 2013 | Szabolcs Huszti    | Hannover 96          |
| 2014 | Balázs Dzsudzsák   | Dynamo Moskau        |
| 2015 | Gábor Király       | Haladás Szombathely  |
| 2016 | Ádám Nagy          | FC Bologna           |
| 2017 | Nemanja Nikolics   | Chicago Fire         |
| 2018 | Péter Gulácsi      | RB Leipzig           |
| 2019 | Péter Gulácsi      | RB Leipzig           |
| 2020 | Dominik Szoboszlai | RB Salzburg          |
| 2021 | András Schäfer     | DAC Dunajská Streda  |